# バルダイ
バルダイ（Bardaï）はチャド北部・サハラ砂漠のオアシスであり、ティベスティ州の州都。この地で1974年4月21日に考古学者・フランソワーズ・クロストルと2人の欧州人がチャド民族解放戦線のイッセン・ハブレが率いる部隊に拘束されたことで国際的な注目を集めた。

## 交通

### 空港
- ズグラ空港 - ICAO空港コードはFTTZ。